# Scolyminae
Sous-tribu
Classification APG III (2009)
Les Scolyminae sont une sous-tribu de plantes dicotylédones de la famille des Asteraceae et de la sous-famille des Cichorioideae, originaire du bassin méditerranéen et d'Asie occidentale, qui comprend quatre genres.

## Liste des genres et espèces
Selon NCBI (30 oct. 2010) :
- genre Catananche
  - Catananche arenaria
  - Catananche caerulea
  - Catananche caespitosa
  - Catananche lutea
  - Catananche montana
- genre Hymenonema
  - Hymenonema graecum
- genre Scolymus
  - Scolymus hispanicus
  - Scolymus maculatus